# Dark Samurai
|  | Denne artikel er oprettet af botten PalnaBot ud fra en ekstern database. Den kan derfor have sproglige fejl eller mangler. Denne skabelon kan fjernes efter kontrol af indholdet. |

Dark Samurai er en film instrueret af Sidney Lexy Plaut efter manuskript af Sidney Lexy Plaut.

## Handling
Filmen udforsker de meget menneskelige og smertefulde processer, samuraien Miyamotos ødelagte sind gennemgår. Han er en mand, så nedbrudt og ødelagt, at alt han har tilbage af sig selv er et svagt minde om en lidenskabelige kærlighed. Hans, i følge samuraiens kodeks strengt forbudte, kærlighed til en kvinde, er det eneste, der nogensinde har fået ham til at føle sig som mand og menneske. En historie om stor og forbudt kærlighed med kun ganske lidt dialog og en næsten hypnotisk filmisk stil. Filmen minder mere om et visuelt digt end om en traditionel film med et narrativt forløb. Publikum kan forvente sig en rejse til de dybeste og mørkeste steder i en fortabt mands sind.